# Œil de Rê
Ne doit pas être confondu avec Œil oudjat.

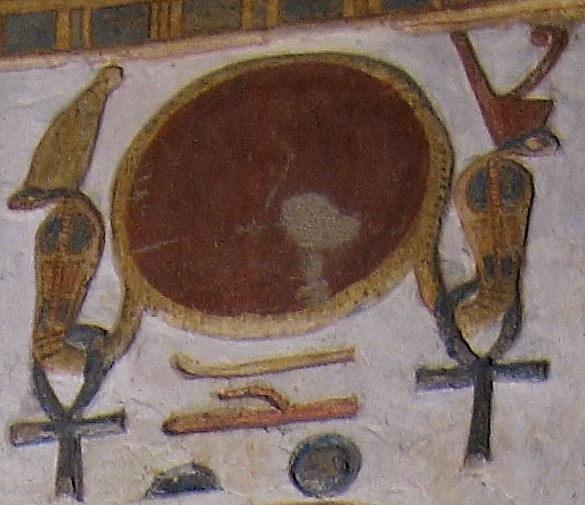
L'œil de Rê peut être identifié par un disque du soleil, avec des cobras autour du disque et les couronnes blanche et rouge de la Haute et Basse-Égypte.

Dans le Mythe de l'œil du soleil (littérature démotique), l'œil de Rê ou œil de Râ, symbolise la déesse Sekhmet (ou Tefnout), partie s'exiler en Nubie. Thot la ramènera en Égypte en la séduisant avec des fables animalières moralisantes.
L'œil de Rê a été invoqué dans beaucoup de domaines de la religion égyptienne, et sa mythologie a été incorporée dans  le culte de beaucoup de déesses qui y sont liées, telles que Tefnout, Hathor, Sekhmet et Méhyt.